# Dos a la carta
Dos a la carta és una pel·lícula de comèdia espanyola de 2014, rodada en espanyol i català, i dirigida per Robert Bellsolà, la seva segona pel·lícula després de Passi el que passi, definida pel seu director com "un conte infantil amb uns personatges adults que es porten com nens". Es va estrenar el 19 de novembre de 2014 a l'Ocine de Girona. Ha estat doblada al català.

## Sinopsi
Óscar, un intel·ligent smoker de ciutat, aparenta ser un triomfador però viu una realitat molt diferent, estressat, vivint per sobre de les seves possibilitats i casat amb Betlem, una dona que no fa més que gastar. A més de cent quilòmetres de distància viu Dani, un babau rural sense ofici ni benefici que treballa de cambrer i provoca desastres allà on va. Un dia, la vida d'aquests dos homes s'uneix quan descobreixen que són germans i es veuen obligats a compartir Can Pitu, un restaurant perdut en un idíl·lic entorn rural en el Empordà. Un autèntic malson per a Óscar i Belén, acostumats a la vida urbana, però que es converteix en el seu amagatall perfecte per a fugir d'uns perillosos clients romanesos arruïnats després del fracàs d'una inversió d'alt risc recomanada pel mateix Óscar. Però la nova vida a Can Pitu li mostra a Óscar un lloc fascinant i inspirador, a pesar que gaudir-lo es convertirà en una hilarant lluita sense treva.

## Repartiment
- Adrià Collado com Óscar.
- Andoni Agirregomezkorta com Dani.
- Helena Pla com Martona.
- Carolina Bang com Belén.
- Melanie Olivares com Yoli.
- Miqui Puig com a Cura.
- Marcel Tomàs com Marcello.
- Sergi López com Deulofeu.

## Producció
Fou rodada a una masia de Sant Esteve de Guialbes (Can Pitu) i a Girona entre el 24 d'agost i el 23 de setembre de 2013. A més dels actors del repartiment hi ha cameos de Santi Millán, Carlos Núñez, Julio Salinas i Vanesa Lorenzo.
A diferència de la seva pel·lícula anterior, el director no ha volgut finançar-la amb micromecenatge i s'ha recorregut al brandfunding, una fórmula basada en la inversió d'empreses privades, entre les quals hi ha GM Cash & Carry, Cederroth-Distrex, Antiga Casa Bellsolà, Tous, Estrella Damm, Teisa, Farinera Coromina, Cafès Cornellà, Grup Pous, Discar-Oil, Grup Andreu, Reprogir, Olis Angelats i Ossa. També hi ha participat Aiguaviva Films i Televisió de Catalunya. Per altra banda, el Bloom de l'Ajuntament de Girona va cedir dues càmeres de cinema; el de Salt facilita el viver empresarial com a seu de l'equip de producció, el Patronat de la Costa Brava aporta les imatges aèries, alhora que 10 estudiants de l'ERAM s'incorporaren en pràctiques a l'equip tècnic.

## Nominacions
- XXIV Premis de la Unión de Actores: Millor actor de repartiment (Sergi López i Ayats)[7]